# 1. Fußball-Club Köln 01/07 1978-1979
Questa voce raccoglie le informazioni riguardanti il 1. Fußball-Club Köln 01/07 nelle competizioni ufficiali della stagione 1978-1979.

## Stagione
Nella stagione 1978-1979 il Colonia, allenato da Hennes Weisweiler, concluse il campionato di Bundesliga al 6º posto. In Coppa di Germania il Colonia fu eliminato agli ottavi di finale dal Hertha Berlino. In Coppa dei Campioni il Colonia fu eliminato in semifinale dal Nottingham Forest.

## Rosa
| N. |                     | Ruolo | Calciatore       |
| -- | ------------------- | ----- | ---------------- |
|    | Germania (bandiera) | P     | Gerald Ehrmann   |
|    | Germania (bandiera) | P     | Vitus Feldmann   |
|    | Germania (bandiera) | P     | Wolfgang Mattern |
|    | Germania (bandiera) | P     | Toni Schumacher  |
|    | Germania (bandiera) | D     | Bernd Cullmann   |
|    | Germania (bandiera) | D     | Roland Gerber    |
|    | Germania (bandiera) | D     | Harald Konopka   |
|    | Germania (bandiera) | D     | Dieter Prestin   |
|    | Germania (bandiera) | D     | Gerd Strack      |
|    | Germania (bandiera) | D     | Holger Willmer   |
|    | Germania (bandiera) | C     | Stefan Engels    |
|    | Germania (bandiera) | C     | Heinz Flohe      |
|    | Germania (bandiera) | C     | Jürgen Glowacz   |

| N. |                     | Ruolo | Calciatore         |
| -- | ------------------- | ----- | ------------------ |
|    | Germania (bandiera) | C     | Thomas Kroth       |
|    | Germania (bandiera) | C     | Hans-Peter Lipka   |
|    | Germania (bandiera) | C     | Pierre Littbarski  |
|    | Germania (bandiera) | C     | Jürgen Mohr        |
|    | Germania (bandiera) | C     | Herbert Neumann    |
|    | Germania (bandiera) | C     | Bernd Schuster     |
|    | Germania (bandiera) | C     | Jürgen Willkomm    |
|    | Germania (bandiera) | C     | Herbert Zimmermann |
|    | Germania (bandiera) | A     | Klaus Kösling      |
|    | Germania (bandiera) | A     | Dieter Müller      |
|    | Giappone (bandiera) | A     | Yasuhiko Okudera   |
|    | Belgio (bandiera)   | A     | Roger Van Gool     |

## Organigramma societario
Area tecnica
- Allenatore: Hennes Weisweiler
- Allenatore in seconda:
- Preparatore dei portieri: Rolf Herings
- Preparatori atletici:

## Calciomercato

### Sessione estiva
| Acquisti | Acquisti          | Acquisti                     | Acquisti |
| R.       | Nome              | da                           | Modalità |
| -------- | ----------------- | ---------------------------- | -------- |
| C        | Pierre Littbarski | Hertha Zehlendorf (juniores) |          |
| C        | Stefan Engels     | Colonia (juniores)           |          |
| C        | Jürgen Glowacz    | Werder Brema                 |          |
| C        | Thomas Kroth      | Kickers Offenbach            |          |
| C        | Jürgen Mohr       | Borussia Brand               |          |
| C        | Bernd Schuster    | Augusta                      |          |

| Cessioni | Cessioni        | Cessioni          | Cessioni |
| R.       | Nome            | a                 | Modalità |
| -------- | --------------- | ----------------- | -------- |
| D        | Herbert Hein    | Borussia Dortmund |          |
| C        | Karl Heinz Pape | Viktoria Colonia  |          |
| C        | Norbert Schmitz | TeBe Berlino      |          |
| C        | Heinz Simmet    | SpVg Frechen 20   |          |
| D        | Wolfgang Weber  | Werder Brema      |          |

### Sessione invernale
| Acquisti | Acquisti | Acquisti | Acquisti |
| R.       | Nome     | da       | Modalità |
| -------- | -------- | -------- | -------- |

| Cessioni | Cessioni | Cessioni | Cessioni |
| R.       | Nome     | a        | Modalità |
| -------- | -------- | -------- | -------- |

## Risultati

### Bundesliga

#### Girone di andata
| Arbitro: | Schmoock |

|              |           |  |
| Popivoda 25’ | Marcatori |  |

| Arbitro: | Engel |

|                   |           |              |
| Cullmann 48’, 73’ | Marcatori | 5’ Cestonaro |

| Arbitro: | Aldinger |

|                |           |             |
| Toppmöller 75’ | Marcatori | 1’ Cullmann |

| Arbitro: | Roth |

|                     |           |  |
| Gerber 18’ Hein 66’ | Marcatori |  |

| Arbitro: | Linn |

|            |           |                |
| Allofs 66’ | Marcatori | 62’ Littbarski |

| Arbitro: | Frickel |

|            |           |                                    |
| Müller 65’ | Marcatori | 9’ Hartwig 71’ Hidien 89’ Hrubesch |

| Dortmund 30 settembre 1978, ore 15:30 CEST 7ª giornata | Borussia Dortmund | 0 – 0 referto | Colonia | Westfalenstadion (39 800 spett.)\| Arbitro: \| Aldinger \| |
| Arbitro:                                               | Aldinger          |               |         |                                                            |

| Arbitro: | Klauser |

|                                    |           |                        |
| Flohe 28’ (rig.) van Gool 38’, 65’ | Marcatori | 7’, 16’ Worm 48’ Weber |

| Arbitro: | Joos |

|             |           |                |
| Kremers 66’ | Marcatori | 64’ Zimmermann |

| Arbitro: | Ohmsen |

|  |           |                         |
|  | Marcatori | 32’ Borchers 51’ Pezzey |

| Arbitro: | Walz |

|                |           |  |
| Pagelsdorf 82’ | Marcatori |  |

| Arbitro: | Horstmann |

|            |           |            |
| Müller 61’ | Marcatori | 72’ Müller |

| Arbitro: | Frickel |

|                        |           |  |
| Del'Haye 61’ Kulik 87’ | Marcatori |  |

| Arbitro: | Dölfel |

|                                 |           |  |
| van Gool 8’ Konschal 15’ (aut.) | Marcatori |  |

| Arbitro: | Meuser |

|               |           |                                                              |
| Bast 64’, 77’ | Marcatori | 12’ Flohe 25’ Okudera 74’ van Gool 87’ Müller 89’ Zimmermann |

| Arbitro: | Treib |

|             |           |                 |
| Okudera 14’ | Marcatori | 69’, 78’ Hoeneß |

| Arbitro: | Quindeau |

|  |           |                         |
|  | Marcatori | 23’ Okudera 51’ Neumann |

#### Girone di ritorno
| Arbitro: | Joos |

|                                      |           |            |
| Gerber 24’ Cullmann 58’ van Gool 78’ | Marcatori | 82’ Krause |

| Arbitro: | Niemann |

|  |           |             |
|  | Marcatori | 80’ Neumann |

| Arbitro: | Redelfs |

|                          |           |                          |
| Müller 7’ Littbarski 47’ | Marcatori | 63’ Meier 70’ Toppmöller |

| Arbitro: | Engel |

|                |           |           |
| Lieberwirth 7’ | Marcatori | 2’ Müller |

| Arbitro: | Meuser |

|                             |           |                     |
| Strack 19’ Flohe 45’ (rig.) | Marcatori | 24’ Lund 47’ Allofs |

| Arbitro: | Linn |

|                                                                      |           |  |
| Memering 15’ Hartwig 34’ Keegan 43’, 73’ Kaltz 80’ (rig.) Magath 83’ | Marcatori |  |

| Arbitro: | Horstmann |

|                                                               |           |  |
| Müller 12’ Zimmermann 25’ (rig.), 88’ Neumann 66’ Glowacz 68’ | Marcatori |  |

| Arbitro: | Barnick |

|                      |           |             |
| Dietz 50’ Jakobs 63’ | Marcatori | 40’ Neumann |

| Arbitro: | Walz |

|                |           |  |
| Zimmermann 87’ | Marcatori |  |

| Arbitro: | Quindeau |

|             |           |                                                           |
| Elsener 66’ | Marcatori | 33’ Müller 67’ (rig.) Zimmermann 85’ van Gool 89’ Willmer |

| Arbitro: | Burgers |

|                        |           |                |
| Neumann 31’ Müller 40’ | Marcatori | 81’ Eilenfeldt |

| Arbitro: | Ohmsen |

|                                                    |           |             |
| Rummenigge 8’, 44’ Niedermayer 13’ Janzon 41’, 67’ | Marcatori | 79’ Konopka |

| Arbitro: | Roth |

|             |           |             |
| Okudera 38’ | Marcatori | 15’ Wohlers |

| Arbitro: | Joos |

|              |           |              |
| Möhlmann 14’ | Marcatori | 74’ Schuster |

| Arbitro: | Hennig |

|                |           |           |
| Littbarski 83’ | Marcatori | 8’ Kaczor |

| Arbitro: | Horstmann |

|             |           |                                                    |
| Förster 74’ | Marcatori | 12’ Willmer 26’ Zimmermann 62’ Konopka 73’ Glowacz |

| Arbitro: | Dreher |

|                                                  |           |            |
| Zimmermann 47’ (rig.) Okudera 78’ Littbarski 90’ | Marcatori | 52’ Krämer |

### Coppa di Germania
| Arbitro: | Messmer |

|            |           |                                         |
| Zedler 26’ | Marcatori | 36’, 41’ Müller 47’ Glowacz 75’ Okudera |

| Arbitro: | Redelfs |

|                           |           |                                                        |
| Bals 6’ (rig.) Scheer 72’ | Marcatori | 29’ Littbarski 36’ (rig.) Zimmermann 52’ (aut.) Laufer |

| Arbitro: | Walz |

|                                         |           |                        |
| Zimmermann 49’, 79’ Hollmann 99’ (aut.) | Marcatori | 23’, 62’ (rig.) Krause |

| Arbitro: | Luca |

|                         |           |  |
| Brück 113’, 116’ (rig.) | Marcatori |  |

### Coppa dei Campioni
| Arbitro: | Lund-Sørensen |

|                                             |           |                  |
| Littbarski 13’ Neumann 26’, 38’ Konopka 73’ | Marcatori | 29’ Hallgrímsson |

| Arbitro: | Smith |

|                |           |              |
| Hein 8’ (aut.) | Marcatori | 73’ van Gool |

| Arbitro: | Beck |

|  |           |                |
|  | Marcatori | 58’ Zimmermann |

| Arbitro: | Partridge |

|                                          |           |  |
| Müller 20’, 79’ van Gool 52’ Glowacz 75’ | Marcatori |  |

| Arbitro: | Fredriksson |

|            |           |  |
| Müller 59’ | Marcatori |  |

| Arbitro: | Martínez |

|            |           |            |
| McLean 86’ | Marcatori | 48’ Müller |

| Arbitro: | Garrido |

|                                      |           |                                    |
| Birtles 27’ Bowyer 53’ Robertson 62’ | Marcatori | 6’ van Gool 20’ Müller 81’ Okudera |

| Arbitro: | Rainea |

|  |           |            |
|  | Marcatori | 65’ Bowyer |

## Statistiche

### Statistiche di squadra
| Competizione       | Punti | In casa | In casa | In casa | In casa | In casa | In casa | In trasferta | In trasferta | In trasferta | In trasferta | In trasferta | In trasferta | Totale | Totale | Totale | Totale | Totale | Totale | DR  |
| Competizione       | Punti | G       | V       | N       | P       | Gf      | Gs      | G            | V            | N            | P            | Gf           | Gs           | G      | V      | N      | P      | Gf     | Gs     | DR  |
| ------------------ | ----- | ------- | ------- | ------- | ------- | ------- | ------- | ------------ | ------------ | ------------ | ------------ | ------------ | ------------ | ------ | ------ | ------ | ------ | ------ | ------ | --- |
| Bundesliga         | 38    | 17      | 8       | 6       | 3       | 32      | 21      | 17           | 5            | 6            | 6            | 23           | 26           | 34     | 13     | 12     | 9      | 55     | 47     | +8  |
| Coppa di Germania  | -     | 1       | 1       | 0       | 0       | 3       | 2       | 3            | 2            | 0            | 1            | 7            | 5            | 4      | 3      | 0      | 1      | 10     | 7      | +3  |
| Coppa dei Campioni | -     | 4       | 3       | 0       | 1       | 9       | 2       | 4            | 1            | 3            | 0            | 6            | 5            | 8      | 4      | 3      | 1      | 15     | 7      | +8  |
| Totale             | 38    | 22      | 12      | 6       | 4       | 44      | 25      | 24           | 8            | 9            | 7            | 36           | 36           | 46     | 20     | 15     | 11     | 80     | 61     | +19 |

### Andamento in campionato
| Giornata  | 1  | 2  | 3  | 4 | 5 | 6  | 7  | 8  | 9  | 10 | 11 | 12 | 13 | 14 | 15 | 16 | 17 | 18 | 19 | 20 | 21 | 22 | 23 | 24 | 25 | 26 | 27 | 28 | 29 | 30 | 31 | 32 | 33 | 34 |
| --------- | -- | -- | -- | - | - | -- | -- | -- | -- | -- | -- | -- | -- | -- | -- | -- | -- | -- | -- | -- | -- | -- | -- | -- | -- | -- | -- | -- | -- | -- | -- | -- | -- | -- |
| Luogo     | T  | C  | T  | C | T | C  | T  | C  | T  | C  | T  | C  | T  | C  | T  | C  | T  | C  | T  | C  | T  | C  | T  | C  | T  | C  | T  | C  | T  | C  | T  | C  | T  | C  |
| Risultato | P  | V  | N  | V | N | P  | N  | N  | N  | P  | P  | N  | P  | V  | V  | P  | V  | V  | V  | N  | N  | N  | P  | V  | P  | V  | V  | V  | P  | N  | N  | N  | V  | V  |
| Posizione | 12 | 10 | 11 | 5 | 8 | 11 | 11 | 10 | 10 | 11 | 12 | 13 | 14 | 13 | 10 | 12 | 9  | 9  | 8  | 6  | 7  | 6  | 8  | 8  | 8  | 8  | 6  | 5  | 7  | 7  | 7  | 7  | 7  | 6  |

Legenda:

Luogo: C = Casa; T = Trasferta. Risultato: V = Vittoria; N = Pareggio; P = Sconfitta.

### Statistiche dei giocatori
| Giocatore     | Bundesliga | Bundesliga | Bundesliga  | Bundesliga | Coppa di Germania | Coppa di Germania | Coppa di Germania | Coppa di Germania | Coppa dei Campioni | Coppa dei Campioni | Coppa dei Campioni | Coppa dei Campioni | Totale   | Totale | Totale      | Totale     |
| Giocatore     | Presenze   | Reti       | Ammonizioni | Espulsioni | Presenze          | Reti              | Ammonizioni       | Espulsioni        | Presenze           | Reti               | Ammonizioni        | Espulsioni         | Presenze | Reti   | Ammonizioni | Espulsioni |
| ------------- | ---------- | ---------- | ----------- | ---------- | ----------------- | ----------------- | ----------------- | ----------------- | ------------------ | ------------------ | ------------------ | ------------------ | -------- | ------ | ----------- | ---------- |
| B. Cullmann   | 31         | 4          | 5           | 0          | 4                 | 0                 | 1                 | 0                 | 8                  | 0                  | 0                  | 0                  | 43       | 4      | 6           | 0          |
| G. Ehrmann    | 0          | 0          | 0           | 0          | 0                 | 0                 | 0                 | 0                 | 0                  | 0                  | 0                  | 0                  | 0        | 0      | 0           | 0          |
| S. Engels     | 13         | 0          | 0           | 0          | 2                 | 0                 | 0                 | 0                 | 2                  | 0                  | 0                  | 0                  | 17       | 0      | 0           | 0          |
| V. Feldmann   | 0          | 0          | 0           | 0          | 0                 | 0                 | 0                 | 0                 | 0                  | 0                  | 0                  | 0                  | 0        | 0      | 0           | 0          |
| H. Flohe      | 13         | 3          | 1           | 1          | 2                 | 0                 | 0                 | 0                 | 4                  | 0                  | 0                  | 0                  | 19       | 3      | 1           | 1          |
| R. Gerber     | 24         | 2          | 4           | 1          | 3                 | 0                 | 0                 | 0                 | 7                  | 0                  | 0                  | 0                  | 34       | 2      | 4           | 1          |
| J. Glowacz    | 29         | 2          | 2           | 0          | 2                 | 1                 | 0                 | 0                 | 8                  | 1                  | 0                  | 0                  | 39       | 4      | 2           | 0          |
| H. Hein       | 8          | 1          | 1           | 0          | 2                 | 0                 | 0                 | 0                 | 2                  | 0                  | 0                  | 0                  | 12       | 1      | 1           | 0          |
| H. Konopka    | 34         | 2          | 4           | 0          | 4                 | 0                 | 0                 | 0                 | 8                  | 1                  | 1                  | 0                  | 46       | 3      | 5           | 0          |
| T. Kroth      | 0          | 0          | 0           | 0          | 0                 | 0                 | 0                 | 0                 | 0                  | 0                  | 0                  | 0                  | 0        | 0      | 0           | 0          |
| K. Kösling    | 0          | 0          | 0           | 0          | 0                 | 0                 | 0                 | 0                 | 0                  | 0                  | 0                  | 0                  | 0        | 0      | 0           | 0          |
| H. Lipka      | 0          | 0          | 0           | 0          | 0                 | 0                 | 0                 | 0                 | 0                  | 0                  | 0                  | 0                  | 0        | 0      | 0           | 0          |
| P. Littbarski | 16         | 4          | 0           | 0          | 2                 | 1                 | 0                 | 0                 | 3                  | 1                  | 0                  | 0                  | 21       | 6      | 0           | 0          |
| W. Mattern    | 0          | 0          | 0           | 0          | 0                 | 0                 | 0                 | 0                 | 0                  | 0                  | 0                  | 0                  | 0        | 0      | 0           | 0          |
| J. Mohr       | 4          | 0          | 0           | 0          | 0                 | 0                 | 0                 | 0                 | 0                  | 0                  | 0                  | 0                  | 4        | 0      | 0           | 0          |
| D. Müller     | 29         | 8          | 2           | 0          | 2                 | 2                 | 0                 | 0                 | 6                  | 5                  | 0                  | 0                  | 37       | 15     | 2           | 0          |
| H. Neumann    | 25         | 5          | 2           | 1          | 4                 | 0                 | 2                 | 0                 | 7                  | 2                  | 0                  | 0                  | 36       | 7      | 4           | 1          |
| Y. Okudera    | 24         | 5          | 1           | 0          | 3                 | 1                 | 0                 | 0                 | 2                  | 1                  | 0                  | 0                  | 29       | 7      | 1           | 0          |
| D. Prestin    | 17         | 0          | 1           | 0          | 3                 | 0                 | 0                 | 0                 | 6                  | 0                  | 0                  | 0                  | 26       | 0      | 1           | 0          |
| T. Schumacher | 34         | 0          | 1           | 0          | 4                 | 0                 | 0                 | 0                 | 8                  | 0                  | 0                  | 0                  | 46       | 0      | 1           | 0          |
| B. Schuster   | 24         | 1          | 3           | 0          | 2                 | 0                 | 0                 | 0                 | 5                  | 0                  | 0                  | 0                  | 31       | 1      | 3           | 0          |
| G. Strack     | 19         | 1          | 0           | 0          | 2                 | 0                 | 1                 | 0                 | 5                  | 0                  | 0                  | 0                  | 26       | 1      | 1           | 0          |
| J. Willkomm   | 0          | 0          | 0           | 0          | 0                 | 0                 | 0                 | 0                 | 0                  | 0                  | 0                  | 0                  | 0        | 0      | 0           | 0          |
| H. Willmer    | 18         | 2          | 0           | 0          | 2                 | 0                 | 0                 | 0                 | 3                  | 0                  | 0                  | 0                  | 23       | 2      | 0           | 0          |
| H. Zimmermann | 33         | 8          | 0           | 0          | 4                 | 3                 | 0                 | 0                 | 8                  | 1                  | 1                  | 0                  | 45       | 12     | 1           | 0          |
| R. van Gool   | 30         | 6          | 3           | 0          | 2                 | 0                 | 0                 | 0                 | 7                  | 3                  | 0                  | 0                  | 39       | 9      | 3           | 0          |